# Lusignan (Vienne)
Lusignan település Franciaországban, Vienne megyében. Lakosainak száma 2556 fő (2022. január 1.). Lusignan Celle-Lévescault, Cloué, Coulombiers, Jazeneuil, Rouillé, Saint-Sauvant és Boivre-la-Vallée községekkel határos.

## Népesség
A település népességének változása:
| Lakosok száma | 2641 | 2652 | 2696 | 2649 | 2660 | 2659 | 2622 | 2589 | 2556 |
|               | 2013 | 2015 | 2016 | 2017 | 2018 | 2019 | 2020 | 2021 | 2022 |